# إشتفان مساروس
إشتفان مساروس (بالمجرية: Mészáros István) هو لاعب كرة قدم مجري في مركز الوسط، ولد في 3 مارس 1980 في سكسارد في المجر. لعب مع Szekszárdi UFC ‏.